# Quindar-Töne
Die Quindar-Töne sind Signaltöne, die die NASA bei Weltraumflügen im Funkverkehr verwendet, um Sendeanlagen auf der Erde per Fernsteuerung an- und auszuschalten, so dass der Capsule Communicator (Capcom) mit den Mannschaften der Raumschiffe kommunizieren kann. Dabei wird ein sogenanntes In-band-Signal verwendet, um eine Push-to-talk-Taste (PTT-Taste) zu simulieren, wie sie sich üblicherweise an Handsprechfunkgeräten findet. Die Töne sind seit dem Gemini-Programm in Gebrauch und wurden auch noch im Space-Shuttle-Programm verwendet. Der breiten Öffentlichkeit wurden sie durch Übertragungen während des Apollo-Programms bekannt.

## Notwendigkeit
Damit das in Houston ansässige Mission Control Center mit den Astronauten in Kontakt bleiben konnte, während sie zum Mond und zurück flogen, verwendete die NASA mehrere Erdfunkstellen, darunter den Goldstone Deep Space Communications Complex in Kalifornien und den Canberra Deep Space Communication Complex in Australien, als Teil des Manned Space Flight Network. Diese Erdfunkstellen waren mit Houston über Standleitungen verbunden, deren Betrieb zu dieser Zeit sehr kostspielig war. Die NASA stand vor der Aufgabe, zwei Systeme zur Steuerung der Sender aufzubauen – eines, um die Audiosignale vom Capcom zu übertragen, und eines für das Steuersignal der PTT-Taste – aber stattdessen beschloss man, beide Systeme zu einem einzigen zu kombinieren, um die Betriebskosten gering zu halten.

## Implementierung
Die zwei Töne werden durch das nach seinem Hersteller benannte Quindar-System generiert. Beide sind reine Sinustöne von 250 ms Dauer. Der Startton hat 2.525 Hz und signalisiert das Drücken der PTT-Taste. Der Endton ist mit 2.475 Hz geringfügig tiefer und signalisiert das Freigeben der PTT-Taste. Die Töne werden durch eine spezielle Ausrüstung in der Flugleitstelle erzeugt und durch Detektoren innerhalb der diversen Erdfunkstellen dekodiert.
Die Wahl der Töne erlaubt es, dasselbe Frequenzband wie die menschliche Stimme im Telefonsystem zu nutzen, dessen Durchlassbereich etwa von 300 Hz bis 3.400 Hz reicht. Bei darüber oder darunter liegenden Tonhöhen hätte das Signal unter besonderen Umständen nicht mehr in diesen Übertragungsbereich gepasst und hätte nicht übertragen werden können.

## Typische Missverständnisse
Es wird oft missverständlich angenommen, dass der erste Quindar-Ton von der Erde kommt, während der zweite von den Sendern der Astronauten im Weltall erzeugt wird. Diese Verwechslung entsteht, weil viele Erde-zu-Weltall-Übertragungen von der Flugleitstelle begonnen und von den Astronauten beantwortet werden. In dieser Reihenfolge drückt der Capcom die PTT-Taste, die den Startton auslöst, dann spricht er. Am Ende gibt er die PTT-Taste frei, wodurch der Endton gesendet wird, gefolgt von der Antwort des Astronauten.
Bei der Vermutung, dass die Quindar-Töne jeweils der Gegenseite das Ende einer Übertragung signalisieren, ähnlich einem „Roger“-Piep, der von vielen Halb-Duplex-Funk-Relaisstationen verwendet wird, handelt es sich ebenfalls um ein Missverständnis.

## Ursprung der Bezeichnung
Die Quindar-Töne sind nach der Firma Quindar Electronics, Inc. benannt. Dies wurde bestätigt von Glen E. Swanson, einem Historiker des Johnson Space Center der NASA und Autor der Mission Transcript Collection, und von Steve Schindler, einem Ingenieur für Sprachanalyse des Kennedy Space Center der NASA:

„Quindar tones, named after the manufacturer of the tone generation and detection equipment, are actually used to turn on and off, or 'key', the remote transmitters at the various tracking stations.“

„Quindar-Töne, benannt nach dem Hersteller der Geräte für die Erzeugung und Detektierung der Töne, werden tatsächlich für das An- und Ausschalten der Sendeanlagen in den verschiedenen Bodenstationen verwendet.“